# Къщата на духовете (филм)
„Къщата на духовете“ (на английски: The House of the Spirits) е филмова драма от 1993 г., режисирана от Биле Аугуст, с участието на Джеръми Айрънс, Мерил Стрийп, Глен Клоуз, Уинона Райдър и Антонио Бандерас.
Сценарият, чийто автор също е Аугуст, е базиран на едноименния роман на Исабел Алиенде от 1982 г., написан в стила на магическия реализъм. И книгата, и филмът проследяват съдбата на богато чилийско семейство в продължение на понече от 50 години (1920 – 1973).
По-голямата част от филма е заснета в Дания и Португалия. Музиката е композирана от Ханс Цимер.

## Сюжет
Филмът Къщата на духовете разказва историята на амбициозния Естебан Труеба (Джеръми Айрънс), който използва предприемаческия си нюх, за да се издигне от работник в мините до богат земевладелец и впоследствие сенатор в Консервативната партия на страната. Той е поддръжник на патриархалните ценности и противник на новозараждащите се социалистически движения. Връзката му с дъщеря му Бланка (Уинона Райдър) търпи много промени, но благодарение на нея той преживява катарзис и във време на военен преврат се връща към корените си.
Подобно на книгата и във филма никъде не се споменава къде се развива действието. Това научаваме от културния контекст около написването на романа – военния преврат в Чили през 1973 г. начело с Аугусто Пиночет, когато президентът Салвадор Алиенде е свален, а неговата племенница Исабел Алиенде е принудена да емигрира във Венецуела.
Филмът започва със завръщането на Естебан Труеба и дъщеря му Бланка в имението „Трите Марии“. Благодарение на дневниците на своята майка Клара, Бланка успява да разкаже историята на своето семейство, да разбере събитията от миналото и да намери път към опрощението. Чрез нейния разказ режисьорът води зрителя в развитието на действието особено там където са прескочени големи интервали от време.
Условно можем да разделим сюжета на няколко части, които представят отделни сюжетни линии и различни периоди от време. 

### „Трите Марии“
Ретроспекцията на Бланка започва с първата среща на родителите ѝ, когато Естебан Труеба идва в дома на заможното семейство Дел Вале, за да поиска ръката на Роса, голямата сестра на Клара (Мерил Стрийп). Клара е необикновено дете с ясновидски сподобности, тя предвижда нелепата смърт на сестра си и от чувство за вина отказва да проговори в продължение на години. Естебан се изнася от града, за да забрави Роса и да избяга от дома си, където сестра му Ферула (Глен Коулз) остава сама да се грижи за болната им майка. С парите, спечелени от работата в мините на север, Естебан купува стара ферма извън града. Там той управлява селяните с твърда ръка и с лишения и упоритост за няколко години превръща порутената земя в процъфтяващото имение „Трите Марии“. Въпреки желанието си да избяга от чувствата си, нагонът му е неудържим и един ден той изнасилва красивата селянка Панча Гарсия. През този период се запознава и с Трансито Сото, местна проститутка, на която дава пари назаем, за да замине в града.  

### Клара дел Вале и Естебан Труеба
Двадесет години по-късно Естебан получава телеграма от сестра си и така разбира за смъртта на своята майка. На погребението Естебан вижда порасналата Клара и решава да я посети и да ѝ предложи да стане негова съпруга. Благодарение на ясновидските си способности Клара вече знае това и когато го вижда, проговаря за пръв път от години, за да се съгласи. Двамата се женят, а след като Клара кани Ферула да живее с тях в „Трите Марии“, двете стават близки като сестри.
Не след дълго Клара ражда момиче на име Бланка. Един ден, докато семейството играе федербал в двора, Панча Гарсия се появява със своя вече пораснал син, когото е кръстила с името на баща му – Естебан Гарсия. Тя отглежда сина си сама в дълбока бедност и е дошла да моли за помощ. Труеба им дава малко пари и ги пропъжда. Тази грубост се запечатва в съзнанието на момчето и то продължава живота си, изпълнено с омраза към цялото семейство Труеба.  
През това време малката Бланка се сприятелява с Педро Трети Гарсия, сина на Секундо, един от приближените селяни на Труеба. Децата играят заедно по цял ден. Естебан не одобрява дъщеря му да прекарва времето си със селско момче и я изпраща в интернат против волята ѝ.

### Бланка Труеба и Педро Трети Гарсия
След като завършва образованието си, Бланка се връща в „Трите Марии“ и се среща отново с Педро (Антонио Бандерас), който вече е възмъжал . Двамата започват да се срещат всяка вечер край реката. Ферула продължава да живее със семейството, тя обгръща Клара с цялата си обич, което кара Естебан да изпитва ревност и озлобление. Една нощ, след като заварва сестра си заспала до Клара, Естебан я прогонва от имението. Преди да си тръгне, Ферула проклина брат си да живее във вечна самота.
Естебан хваща Педро да произнася революционни речи сред селяните. Той го наказва с камшик и го пропъжда от имението. Същия ден по време на вечерята се появява Ферула. Тя целува Клара по челото без думи, а след това напуска спокойно. Клара веднага разбира, че това не е Ферула, а нейният дух. Заедно с Естебан отива в града и с помощта на отец Антонио намира Ферула мъртва в скромния ѝ дом. В момент насаме с тялото, Клара ѝ връща целувката по челото и ѝ разказва за малката Бланка.
Бланка продължава да се среща тайно с Педро Трети. През това време в имението живее френският благородник Жан дьо Сатини, който иска да се добере до състоянието на Труеба. Една вечер той вижда Бланка и Педро Трети как правят любов на брега на реката. Когато разбира за това, Труеба пребива Бланка и се заклева да отмъсти на Педро Трети за обидата. Клара се застъпва за дъщеря си и Естебан я удря. От този момент Клара спира да говори на съпруга си до края на дните си. Събира си багажа и напуска „Трите Марии“ заедно Бланка, за да заживее в къщата на родителите си в големия град.
Естебан научава, че Бланка е бременна и я посещава, за да ѝ каже, че е убил Педро Трети. Клара моли Естебан да си тръгне и използвайки ясновидската си дарба, уверява Бланка, че любимият ѝ е жив, но ще мине много време, преди да се срещнат отново.

### Завръщането
През следващите години Естебан става сенатор в Консервативната партия, но живее сам и е изпълнен със самота. Една вечер той отива при Клара и се извинява за всичко сторено. Въпреки мълчанието си, тя му позволява да види за пръв път внучката си Алба. Допуска го отново в живота си. През това време в страната вече са започнали демократични промени, Консервативната партия е разклатена, а времето е несигурно. На рождения ден на Алба Бланка посреща неканен гост. Това е Естебан Гарсия, който е дошъл да поиска пари от Труеба, за да влезе в армията. Труеба дава пари на младия мъж и обещава да се погрижи за позицията му в армията, а после го пропъжда.

### Превратът
Педро Трети е от страната на опозицията като лидер на Патриотичния фронт. Въпреки успеха си в политиката, Труеба е самотен и нещастен. Утеха намира единствено в прегръдките на Трансито, която сега управлява луксозен публичен дом. Труеба вярва, че консерваторите ще спечелят изборите както обикновено, но Патриотичният фронт в крайна сметка побеждава. Клара умира в присъствието на внучка си Алба, а на дъщеря си завещава своите дневници, които да ѝ помогнат да възстанови миналото. Последното, което изрича, е, че ще се върне за Естебан, когато му дойде времето.
Заговор между членовете на Консервативната партия и военните в страната води до държавен преврат. Военните завземат контрола над страната. Започва време на насилие и потисничество. Полицията идва и арестува Бланка заради връзката ѝ с Педро Трети. Преди Бланка да бъде отведена, тя признава на баща си, че Педро Трети се крие в мазето и го моли да използва политическото си влияние, за да му помогне да напусне страната. В следващите дни Бланка е измъчвана и сексуално малтретирана от своя полубрат Естебан Гарсия, който е достигнал висок военен чин. Единствената ѝ подкрепа е Клара, чийто дух се появява, за да ѝ каже да не се предава.  
Труеба решава да изпълни желанието на дъщеря си и помага на Педро Трети да замине за Канада. В своето безсилие да открие дъщеря си той се обръща към своята стара познайница Трансито Сото, която все още му дължи услуга. Сега тя има връзки с високопоставени военни фигури и може да помогне за освобождаването на Бланка. Една сутрин Бланка се връща в дома си мръсна и пребита.  
На финала рамката се затваря и отново виждаме Бланка с баща си в имението „Трите Марии“. Бланка му помага да си легне и излиза в двора. Това са последните мигове на Естебан Труеба – той вижда духът на Клара до себе си на леглото и издъхва в ръцете ѝ. Бланка остава навън, зачетена в дневниците на своята майка. Тя се отказва от отмъщението и избира живот, изпълнен със светлина. 

## Основни различия с романа
При преноса на литературния текст във визуална среда са настъпили значителни промени – много от персонажите са или пропуснати, или променени, пространствата са ограничени, а много от събитията не се случват изобщо.

### Промени в персонажите
Повечето от персонажите от книгата търпят значими промени във филма.
- Роса Красивата

В романа се посочва, че Нивеа дел Вале е родила петнадесет деца, от които единадесет са живи и здрави. Във филма обаче са споменати единствено Клара и голямата ѝ сестра, наречена в книгата Роса Красивата. Във филма тя е представена като обикновено момиче от богато семейство. В книгата обаче Роса е далеч от обикновена – тя се ражда със зелена коса и е известна с неземната си красота.
- Клара Ясновидката

Силите на Клара във филма се различават от книгата, където тя може да говори с призраци и да упражнява телекинеза. В книгата Клара не се влюбва в Естебан от пръв поглед. Всъщност тя казва, че никога не го е обичала. 
- Естебан Труеба

Във началото на филма на Биле Аугуст Естебан Труеба е представен като млад мъж, който отива да работи в мините, за да изкара достатъчно пари и да се ожени за Роса, която е от богато семейство. В книгата една от основните характеристики на Труеба е неговата синя кръв. Майка му доня Естер е от знатно семейство, но баща му, преселник първо поколение, прахосва цялото състояние и умира рано в бедност. След смъртта на Роса Красивата Естебан заминава на село в имението „Трите Марии“, което не купува с парите от мините, а получава като наследство от майка си.
Когато заминава на село, Естебан Труеба управлява селяните с тежка ръка. Той не зачита техните права, прочува се със злия си нрав и необуздания си нагон. По време на престоя си там той изнасилва жестоко много селски момичета и продължава да го прави дори след брака си с Клара. Едно от тези момичета е и Панча Гарсия, чийто внук Естебан Гарсия впоследствие изиграва ключова роля в съдбата на семейство Труеба.
- Естебан Гарсия

В книгата има два персонажа с името Естебан Гарсия. Първият е незаконният син на Естебан Труеба от Панча Гарсия. А вторият е неговият син – незаконният внук на Труеба. В романа незаконният син на Труеба не играе значима роля. Неговият внук е този, който извършва всички последващи злодеяния.
- Бланка и Алба

Персонажите на Бланка и Алба търпят най-значителни промени. Двете героини от книгата буквално са обединени във филма в образа на Бланка. Тази комбинация вероятно е предприета, за да съкрати дължината на филма и да сгъсти смисъла. 
Във филма са запазени основните характеристики на Бланка. Както в книгата, тя изживява бурна любов с Педро Трети Гарсия, сина на един от приближените селяни до баща си. Когато разбира за това, Естебан Труеба я пребива жестоко, а след това удря и съпругата си Клара. След тази случка двете напускат „Трите Марии“. Впоследствие Бланка ражда своята дъщеря Алба, която отглежда сама с помощта на майка си. След началото на промените тя се среща отново с Педро Трети, а по време на преврата го скрива в къщата в столицата. По-късно заминава с него в изгнание в Канада (във филма Бланка моли баща си да изпрати Педро на безопасно място и той заминава сам).
Алба се ражда в голямата къща на ъгъла и Клара ѝ предрича късмет и щастие в бъдещето. Именно тя, а не Бланка, е тази, която Естебан Труеба разглезва. Докато расте, Труеба така и не проявява интерес към дъщеря си. Години по-късно той е близък с внучка си Алба. Във филма Алба е представена като мълчаливо момиче, нейният образ не търпи промени. В книгата тя пораства и преживява преврата.
Всичко онова, което Естебан Гарсия причинява на Бланка във филма, в книгата се случва на Алба. На четиринайсетия рожден ден на Алба Естебан Гарсия се появява в къщата, за да поиска пари от Труеба, за да влезе в армията. Той разговаря с момичето и я целува насила. Години по-късно, подобно на майка си и Алба се влюбва лудо в революционер. Тя участва в различни протестни демонстрации преди и след преврата, а впоследствие е арестувана заради връзката си с Мигел. В романа Бланка няма интерес към революционните промени.
Алба е арестувана от политическата полиция, а в ареста е малтретирана и изнасилвана от Естебан Гарсия. Във филма всичко това се случва на Бланка, с тази разлика, че тя е арестувана заради връзката си с Педро Трети Гарсия.
В края на романа Алба е бременна, без да знае дали детето е на Мигел, или на Естебан Гарсия. Тя иска да остане в родината си, докато това е възможно, за разлика от героинята на Бланка във филма, която иска да замине при любимия си, веднага щом може.

### Липсващи персонажи
- Бавачката

Бавачката отглежда Клара като дете, а по-късно се грижи за нейните деца. Тя умира по време на голямото земетресение, което също не е споменато в екранизацията.
- Вуйчо Маркос и Барабас

Маркос е брат на Нивеа дел Вале и вуйчо на нейните деца. Той има много силна връзка с Клара и най-целенасочено стимулира развитието на дарбите ѝ. Тя наследява неговите тетрадки-животоописания. В началото на книгата, когато Маркос се прибира у дома на сестра си, той води кучето Барабас, което впоследствие в годините на мълчание се превръща в най-добрият приятел на момичето, въпреки че създава много неприятности на семейството, след като пораства голямо като кон. Барабас е заклан в навечерието на сватбата на Клара и Естебан Труеба.
- Близнаците Хайме и Николас

Освен Бланка Клара има и двама синове – близнаците Хайме и Николас.
- Аманда

Аманда е любовницата на Николас, в която е влюбен и неговия брат Хайме. Тя има брат на име Мигел.
- Мигел

Мигел е брат на Аманда и впоследствие любовник на Алба. Той е революционер и поддръжник на Патриотичния фронт. 

## В ролите
| Актьор               | Роля                  |
| -------------------- | --------------------- |
| Джеръми Айрънс       | Естебан Труеба        |
| Мерил Стрийп         | Клара дел Вале Труеба |
| Глен Клоуз           | Ферула Труеба         |
| Уинона Райдър        | Бланка Труеба         |
| Антонио Бандерас     | Педро Гарсия          |
| Ванеса Редгрейв      | Нивеа дел Вале        |
| Армин Мюлер-Щал      | Северо дел Вале       |
| Винсънт Гало         | Естебан Гарсия        |
| Тери Поло            | Роса дел Вале         |
| Ян Никлас            | граф Жан де Сатини    |
| Сарита Чоудри        | Панча Гарсия          |
| Мария Кончита Алонсо | Трансито Сото         |
| Хоакин Мартинес      | Секундо               |
| Саша Ханау           | Алба                  |

## Критика
Въпреки че филмът печели няколко награди в Европа, включително най-добър филм на наградите Lola Awards на Германската филмова академия и Robert Award за режисура и сценарий от Датската филмова академия, в САЩ той е считан от критиката за комерсиален провал.
Критиката на филма основно е насочена в две посоки – кастинга и адаптацията на литературното произведение.
Датският режисьор Биле Аугуст събира интернационален актьорски състав, включващ актьори от Великобритания (Джеръми Айрънс и Ванеса Редгрейв), САЩ (Мерил Стрийп и Глен Клоус, Уинона Райдър), Германия (Армин Мюлер-Щал и Ян Никлас), Испания (Антонио Бандерас). Питър Травърс от сп. Ролинг Стоун пише: „Това звучи страхотно, докато не стане ясно, че тези многоезични актьори са обединени от национални и семейни връзки“. Макар да разказва за южноамериканска семейна сага, филмът е англоезичен, а Бандерас е единственият, който внася естествен испански акцент. Тази особеност е повод за критика относно убедителността на филма. Джанет Маслин от Ню Йорк Таймс твърди, че все пак „удовлетворението от гледането на филма до голяма степен се дължи на интеракцията между точно тези актьори“. Американският кинокритик Роджър Ебърт (носител на Пулицър за критика) също отбелязва достойнствата на актьорския състав, но според него „филмът работи на определено равнище просто защото разказва интересна история“. Според него, въпреки че основните персонажи и събития са представени, липсват много детайли (например дарбите на Клара не са интегрирани в сюжета, а изпълняват по-скоро декоративна функция) и в крайна сметка „емоцията липсва“.
Джанет Маслин от Ню Йорк Таймс смята, че при адаптирането на историята на Исабел Алиенде режисьорът (също и автор на сценария) изпуска много важни герои и детайли – образът на Бланка представлява странна комбинация от дъщерята и внучката на Труеба, двамата братя на Бланка липсват, както кучето Барабас и зелената коса на Роса Красивата. Вследствие от всичко това екранизацията на „Къщата на духовете“ се превръща в „магически реализъм само на повърхността“. Куентин Къртис от Индипендънт отбелязва, че „магическият реализъм на екрана винаги предизвиква нервен смях“, а в „Къщата на духовете“ „има моменти, в които романтизмът на книгата изглежда банален във филма, превръщайки пищността в сантиментална измислица“.
Освен това филмът не носи политическата ангажираност на книгата на Исабел Алиенде, нито запазва „усещането за средата, която тук по някакъв странен начин изглежда европейска“, пише Джанет Маслин. Въпреки това стилът на Биле Аугуст е сдържан и макар „режисьорът да се е отказал от повечето сюрреалистични елементи в книгата, той не прави грешката да третира останалата част по чисто реалистичен начин“. Тя отбелязва също кинематографичното майсторство на Йорген Персон (оператор), който „използвайки палитра от топли естествени нюанси, придава на филма допълнителна яснота“. 

## Награди и Номинации
Награди „Златен Екран“ (Германия) 
- Награда „Златен Екран“

Робърт Фестивал (Дания) 
- Награда за най-добър филм
- Награда за най-добър сценарий